# Meria volvulus
Meria volvulus is een vliesvleugelig insect uit de familie Thynnidae. De wetenschappelijke naam van de soort is voor het eerst geldig gepubliceerd in 1798 door Fabricius.